# PNC體育館
PNC體育館 (原名為 羅里娛樂和體育館和前名是RBC中心) 是位於北卡羅來納州羅里的室內體育館。體育館舉行冰球賽是可容納18,680人，舉行籃球賽可容納19,722人，包括 61間包廂和2,000個俱樂部座位。體育館有三個大廳和一個可容納300個座位的餐廳。

## 外部連結
- 官方網站 （页面存档备份，存于）
- PNC Arena – NC State Athletics